# Bjuvs kyrka
Bjuvs kyrka är en kyrkobyggnad i Bjuv. Den är församlingskyrka i Bjuvs församling i Lunds stift.

## Kyrkobyggnaden
De äldsta delarna är koret och långhuset som byggdes under 1100-talets senare del. Under 1400-talet byggdes torn, vapenhus och valv, vilka även dekorerades då. 1800 byggdes en korsarm i norr och 1867 en sakristia.
I kyrkan finns fragment av kalkmålningar från 1400-talet.
Kyrkan är fristående och har en kyrkogård som inhägnas av kallmur.

## Inventarier
- Altaruppsats och predikstol dateras till 1756 och tillskrivs Johan Ullberg.
- Kyrkans äldsta inventarie är nuförtiden ett krucifix som kom till kyrkan vid 1500-talets början.
- Dopfunten är av modernare typ och skänktes till kyrkan 1975 av Höganäs AB.
- Dopfatet dateras till 1646 och var då en gåva från Bjuvs bönder.
- Fredriksborgs orgelbyggeri byggde orgeln 1977.
- Kyrkan har två klockor: Storklockan har omgjutits ett flertal gånger, senast 1923, men kan härstamma från medeltiden. Lillklockan göts 1844.

### Orgel
- 1858 byggde Sven Fogelberg, Lund en orgel med 6 stämmor.
- 1938 byggde Th Frobenius & Co, Lyngby, Danmark en orgel med 17 stämmor.
- Den nuvarande orgeln byggdes 1977 av Frederiksborgs Orgelbyggeri, Hilleröd, Danmark och är en mekanisk orgel. Orgeln har fria kombinationer.

| Huvudverk I   | Svällverk II      | Pedal            | Koppel |
| Principal 8´  | Gedackt 8´        | Subbas 16´       | I/P    |
| Rörflöjt 8'   | Fugara 8'         | Oktavbas 8´      | II/P   |
| Oktava 4'     | Principal 4'      | Gedacktpommer 8´ | II/I   |
| Spetsflöjt 4' | Flöjt 4'          | Koralbas 4'      |        |
| Kvinta 2 2/3' | Blockflöjt 2'     |                  |        |
| Gemshorn 2'   | Terzian II        |                  |        |
| Mixtur IV     | Scharf IV         |                  |        |
| Trumpet 8'    | Crescendosvällare |                  |        |